# L'Oiseau-tempête
Pour plus de détails, voir Fiche technique et Distribution.
L'Oiseau-tempête (The Earthquake Bird) est un thriller américain réalisé par Wash Westmoreland, sorti en 2019.
Il est présenté au Festival du film de Londres et en sortie limitée dans certains pays avant sa diffusion sur Netflix.

## Synopsis
Lucy, une jeune suédoise vivant à Tokyo, se retrouve accusée de meurtre lorsque son amie Lily disparaît à la suite d'un tumultueux triangle amoureux.

## Fiche technique
Sauf indication contraire, les informations mentionnées dans cette section peuvent être confirmées par la base de données cinématographiques IMDb,  présente dans la section « Liens externes ».
- Titre original : The Earthquake Bird
- Titre français : L'Oiseau-tempête
- Réalisation : Wash Westmoreland
- Scénario : Wash Westmoreland, adapté du roman éponyme de Susanna Jones
- Direction artistique : Katsuya Imai, Miyuki Kitagawa et Masami Tanaka
- Décors : Yohei Taneda
- Costumes : Kumiko Ogawa
- Montage : Jonathan Alberts
- Musique : Atticus Ross et Leopold Ross
- Photographie : Chung Chung-hoon
- Production : Georgina Pope, Michael A. Pruss, Ann Ruark et Kevin J. Walsh
  - Production exécutive : Kenji Isomura et Ridley Scott
- Sociétés de productions : Scott Free Productions et Twenty First City
- Société de distribution : Netflix
- Pays d'origine : États-Unis
- Format : couleur
- Genre : thriller, policier
- Dates de sortie :
  -  Royaume-Uni : 10 octobre 2019 (festival du film de Londres)
  -  Royaume-Uni,  États-Unis : 1er novembre 2019 (sortie limitée)
  -  Mondial : 15 novembre 2019 (sur Netflix)

## Distribution
- Alicia Vikander (VF : Nastassja Girard) : Lucy Fly
- Riley Keough (VF : Zina Khakhoulia): Lily Bridges
- Jack Huston (VF : Damien Boisseau): Bob
- Naoki Kobayashi (VF : Pierre Tissot) : Teiji
- Kiki Sukezane (VF : Valérie Bachère) : Natsuko
- Ken Yamamura : Oguchi
- Akiko Iwase (VF : Yumi Fujimori) : Mrs. Kato
- Yoshiko Sakuma : Mrs. Yamamoto